# 古納斯伯里
古納斯伯里（英語：Gunnersbury）是倫敦的一個地區，位於倫敦西部，屬於豪恩斯洛倫敦自治市，北部有部分地區屬於伊靈倫敦自治市。這一地區包括了多種了不同類型的住宅。